# Холодная гавань
«Холодная гавань» — роман британского писателя Джека Хиггинса о Второй мировой войне, впервые опубликован в 1990 году издательством G.P. Putnam's Sons, Нью-Йорк, ISBN 0425193209.

## Описание сюжета
Май 1944 года. После тяжёлого ранения в боях с японцами капитан и бывший профессор Мартин Хейр получает назначение в британскую спецслужбу УСО. Британцам удалось захватить неповреждённый германский шнельбот, и Хейр возглавляет его команду. Катер используется для секретных операций. Он базируется в Холодной гавани — уединённом порту в запретном районе на берегу Корнуолла. Бригадный генерал Дугал Мунро узнаёт о планируемом совещании по вопросам Атлантического вала во французском замке Вуанкур, куда должен прибыть фельдмаршал Эрвин Роммель. Он решает послать туда медсестру Женевьеву Треванс под видом её сестры-близнеца Анн-Мари, убитой немцами. Она должна сфотографировать планы германских укреплений. Женевьева проходит подготовку и отправляется во Францию. Она узнаёт, что её сестра жива но лишилась рассудка после того как её скопом изнасиловали немцы и пребывает в лазарете Холодной гавани.
Адольф Гитлер подозревает, что Роммель под предлогом совещания собирается встретиться с заговорщиками, и по его распоряжению Генрих Гиммлер поручает главе сил безопасности замка полковнику Максу Приму следить за гостями замка. Майор Крейг Осборн из американской спецслужбы УСС помогавший в подготовке Женевьевы, замечает странности в поведении доктора Баума и догадывается что он двойной агент немцев. Он припирает Баума к стенке и тот сознаётся, что по поручению Мунро передал противнику информацию о Женевьеве. На самом деле Анн-Мари сошла с ума из-за неожиданного побочного эффекта сыворотки правды, введённой ей по приезде из Франции. Появившийся Мунро и его подучный Картер арестовывают Осборна. Мунро раскрывает перед майором свой замысел. Перед отправкой они «случайно» дали Женевьеве заметить карту в кабинете Мунро с «планами высадки» Союзников в Па-де-Кале и рассчитывают, что немцы под пытками выудят из проваленной агентессы эту информацию, что введёт их главнокомандование в заблуждение. Они запирают Крейга в одной из палат лазарета доктора Баума до конца операции. Однако майору удаётся вырваться из заключения, он приказывает экипажу Хейра доставить его во Францию. Женевьева с помощью Осборна вырывается из смертельной ловушки, попутно засняв бумаги Роммеля. Однако на обратном пути пьяный лётчик Едж, пристававший к Женевьеве и битый за это Осборном и Хейром, на самолёте «Юнкерс» (тоже трофейном) атакует и уничтожает катер. Осборну попадает в бак самолёта Еджа, тот превращается в факел. Женевьева добирается до берега. На похоронах сестры она встречает Осборна, уцелевшего в этом бою.         

## Критика
Книга получила смешанные отзывы. Американский еженедельный новостной журнал Publishers Weekly назвал произведение «неправдоподобным» с «шаблонными» героями, заявив что писатель «не предложил ничего нового» и «не вышел за рамки своей репутации автора развлекательных триллеров». Американский журнал рецензий Kirkus Reviews также отметил идею сюжета «(очень) знакомой», но с «неожиданными поворотами и волнующим ожиданием, достаточными, чтобы простить идею сюжета в духе «макулатурного журнала»»".